# Aphnaeus flavescens
Aphnaeus flavescens är en fjärilsart som beskrevs av Henry Stempffer 1954. Aphnaeus flavescens ingår i släktet Aphnaeus och familjen juvelvingar. Inga underarter finns listade i Catalogue of Life.